# ヤロスラヴリ旅客機墜落事故
ヤロスラヴリ旅客機墜落事故（ヤロスラヴリりょかくきついらくじこ）は、ロシアの首都モスクワに拠点を置くチャーター便専門会社であるヤク・サービスが運行するヤク・サービス9633便（Yak-42D）が、2011年9月7日に墜落した事故である。
事故機はプロアイスホッケーチーム「ロコモティフ・ヤロスラヴリ」がミンスク・アリーナで行われる予定であった「HCディナモ・ミンスク」とのKHL開幕戦の遠征にチャーターした。事故機はトゥノシナ空港を離陸滑走後、上昇せず滑走路先にあった進入灯に接触し、約1キロメートル離れた地点に現地時間16時05分墜落した。この事故により選手やコーチなどスタッフを含む乗客36名と乗員7名がその場で死亡、選手であるアレクサンドル・ガリモフと整備士の2名が救助された。その後整備士は回復したものの、ガリモフは9月12日朝に搬送先の病院で死亡し、事故による犠牲者は44人となった。
国際アイスホッケー連盟会長であるルネ・ファゼルは「我々のスポーツ史の中で最も暗い日」とコメントし、この事故によりロコモティフ・ヤロスラヴリはKHLリーグ2011-12シーズンの参加取り消しを表明した。代わりに2011年12月に開催予定であるKHLリーグに次ぐロシアン・メジャーリーグ（VHL）に参加し、自動的にプレーオフに進出することが決定した。

## 事故
事故当日、9月7日のトゥノシナ空港の天候は良好であった。風向360°から11km/h。視程11km。層積雲があり、その下限990m、気温17.8℃であった。ヤク・サービス9633便は滑走路05へ、誘導路5から進入し後方に300メートル (980 ft)残した地点から離陸滑走を始めた。滑走路全長は3,000メートル (9,800 ft)であり、2,700メートル (8,900 ft)の地点からの離陸滑走となった。
9633便は滑走路05からの離陸に失敗し、滑走路末端からおよそ450メートル先にある進入灯に接触した。国家間航空委員会の事故報告書では「230キロメートル毎時 (120 kn)まで加速するが離陸に失敗した。そのまま滑走し続け、滑走路末端から400メートル (1,300 ft)の地点で機首上げが行われた。事故機が上昇したのは、地表から僅か6メートル (20 ft)までだった。」と報告された。接触後、滑走路末端から約1キロの地点の、ヴォルガ川合流地点から200メートル手前のトゥノシナ川川岸へと墜落した。墜落の衝撃により尾翼部と胴体部分に分解し、尾部は川へ胴体は対岸の陸地へと飛散しており、その残骸は滑走路末端からおよそ2キロメートルに位置していた 。なお乗組員は墜落までに管制官に対し何らかの問題が発生したとの連絡は一切行っていなかった。

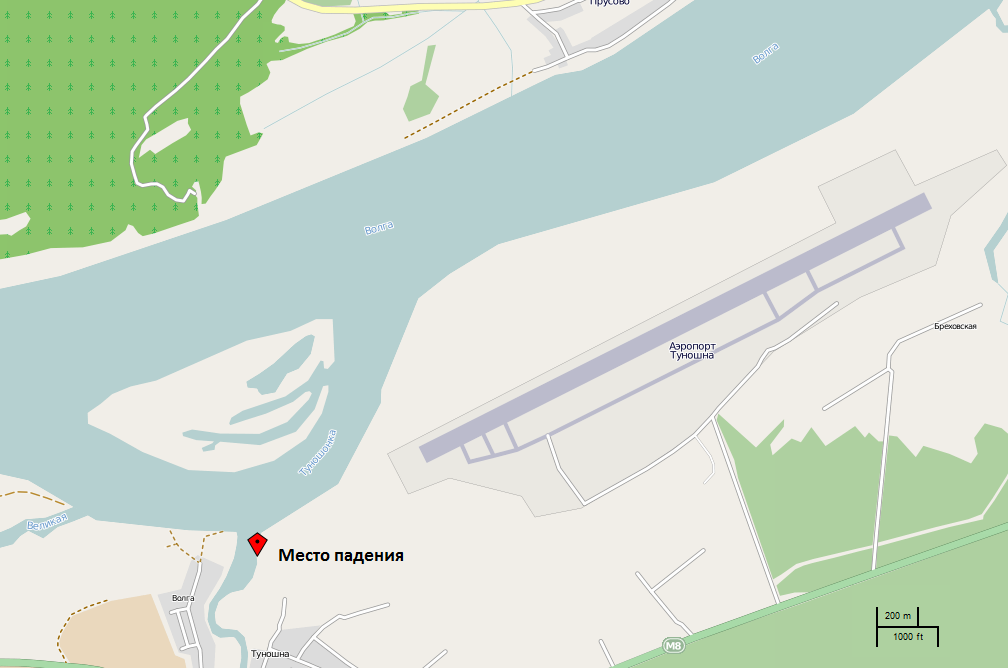
矢印が墜落地点。滑走路は右側が05、左側が23となる。

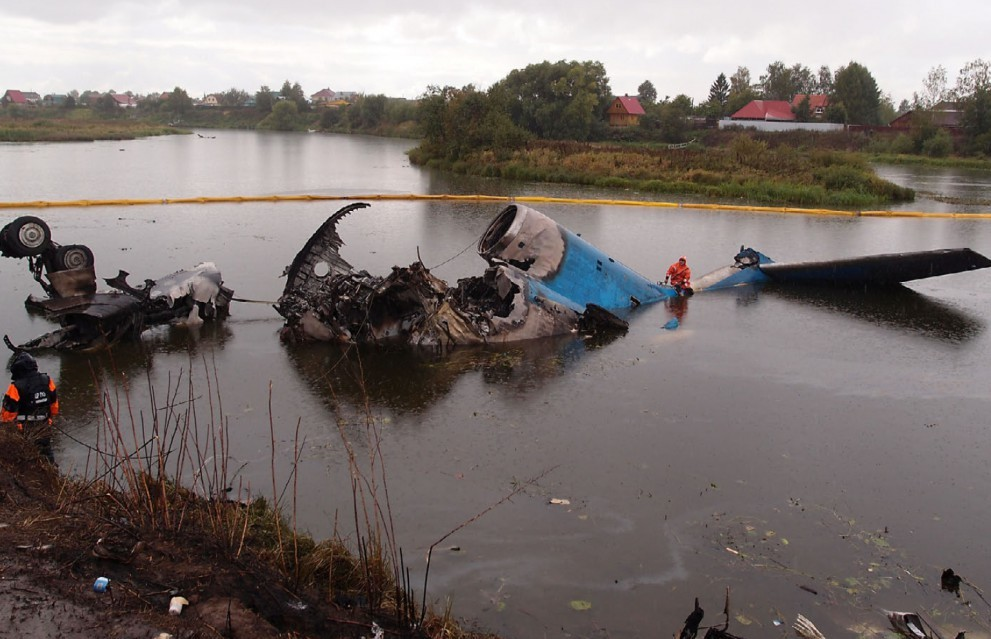
機体後部の残骸

報道によると、事故機は十分な高度を得られなかったものと発表された。滑走路末端を地上数メートルで飛行し、タワー直前において機首上げ操作が行われている映像がタワーに備え付けられた監視カメラに録画されている。目撃者は、事故機は障害物に接触後に炎に包まれたと説明しており、墜落地点が離陸方向と異なるのは接触により左に旋回しながら地面に激突したためとしている。別の目撃者は墜落寸前にエンジンが静かであったと証言している。その他報道によれば墜落前に木に接触した痕跡が見られた。

## 事故原因
2011年11月2日、国家間航空委員会は「パイロットが足元にあるブレーキペダルの操作を誤ったことが直接の原因」という結論に達した事をジャーナリストらに発表した。
本事故を題材とした『メーデー!:航空機事故の真実と真相』第10シーズン9話「LOKOMOTIV HOCKEY TEAM DISASTER（邦題：ホッケーチームの悲劇）」によれば、機長・副操縦士共にベテランパイロットであったもののYak-40の操縦をメインとしていて、Yak-42の操縦時間は僅かであり、訓練も不十分だった。その上、副操縦士は神経系の病気を患っていて感覚が鈍くなっていた。Yak-40とYak-42ではブレーキペダルの形状が違っており、副操縦士がYak-40に乗っている感覚でブレーキペダルに足を置いていたところYak-42ではブレーキがかかってしまい、しかも前述の障害もあってそれに気づかないまま離陸滑走を始めてしまったのでV1を越え、滑走路をオーバーランしても離陸できず操縦席内は混乱に陥ってしまった。機長はこの時点で離陸中止を試みたが、機長の上司に当たる副操縦士がこれに激怒し（ボイスレコーダーには副操縦士が機長を怒鳴りつける声が記録されていた）、機長は逆らえずに再度離陸を試みた。
事故機は辛うじて離陸できたが、その過程で機首を上げた姿勢になっていたので充分な揚力を得ることができず、障害物に接触して墜落してしまった。

## 航空機

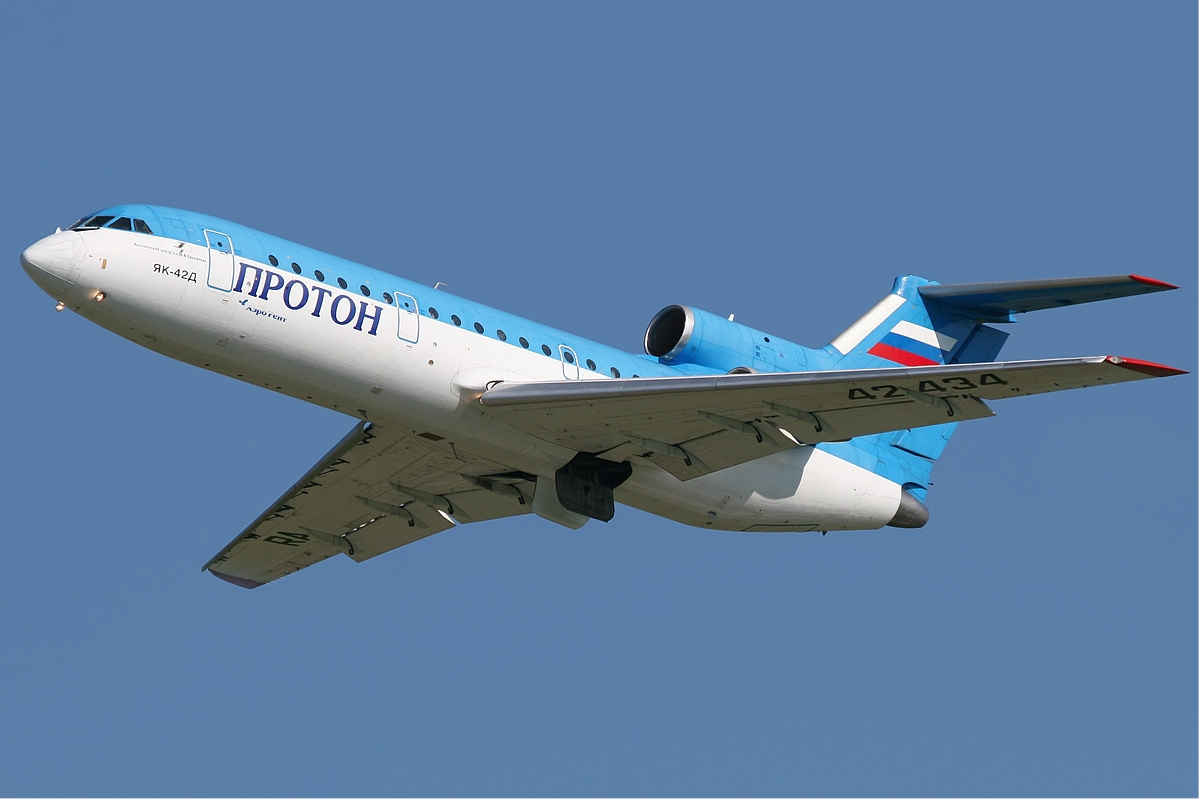
2006年9月に撮影された事故機。RA-42434

事故機であるヤコヴレフYak-42D、製造番号4520424305017は1993年に初飛行を行い、オーレル・エア・エンタープライズにデリバリーされている。その後センター・アビア、エアロ・レント・フリートの運用を経て、ヤク・サービスによって運行されていた。アビアポート分析官代表によれば、Yak-42は36年の耐用年数を元に設計されており、残り60%程の期間を残していた。しかしこの数値は民間航空に於いて古いかどうかを表し、航空機の運用に適しているかを決定する耐空証明の様なものでは無い。ロシア運輸省の副運輸相は事故機に搭載された3つのエンジンの内のいずれかを事故前月に交換していると述べ、2011年末にはオーバーホールのため運行スケジュールから外される予定であった。
また、当日のコールサインはЯрославль42434（ヤロスラブリ42434）であった。
ヤク・サービスは2009年、その耐空性と安全面などを不安視されており欧州委員会によって調査されている。この調査によりロシア政府当局はヤク・サービスに対する運行制限を課し、国際的な検査基準に合格するよう指示している 。2010年にヤク・サービスは欧州空域の飛行を禁止されており、ロシアの運輸省は5月18日、ヤク・サービスに対し欧州空域の飛行禁止を命じ、2010年8月11日に当局によって解除されている。この解除措置に対し欧州委員会はこれで安全措置が取られたと満足せず、ヤク・サービスが運行する2機(登録番号RA-87648及びRA-88308)の欧州空域の飛行禁止を継続している。

## 乗員・乗客名簿
ロシア民間防衛問題・非常事態・自然災害復旧省によれば乗員8名、乗客37名が名簿に記載されており、この内選手であるアレクサンドル・ガリモフと、乗員である整備士のアレクサンドル・シーゾフの2名が生存し 、43名の遺体が事故現場から回収されている。
目撃証言によると生存者2名は救出時に激しくショックを受けていたが、意識があったことが証言されている。2名は治療のためモスクワに緊急搬送され  、急性ストレス障害を避けるため医学的に昏睡状態に置かれた。しかし、9月12日ガリモフが搬送先であるヴィシネフスキー外科研究所にて死亡。同日シーゾフは危篤状態を回避したと考えられ、集中治療室から一般病棟に移され、その後退院した。

### 選手

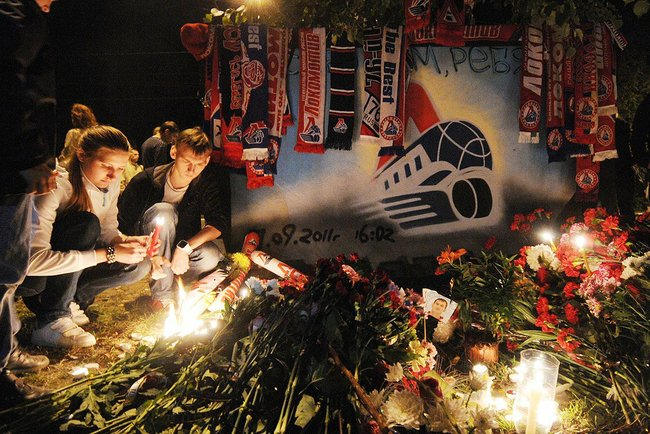
ホームスタジアムのアリーナ2000でロウソクを灯すロコモティフ・ヤロスラヴリのファン

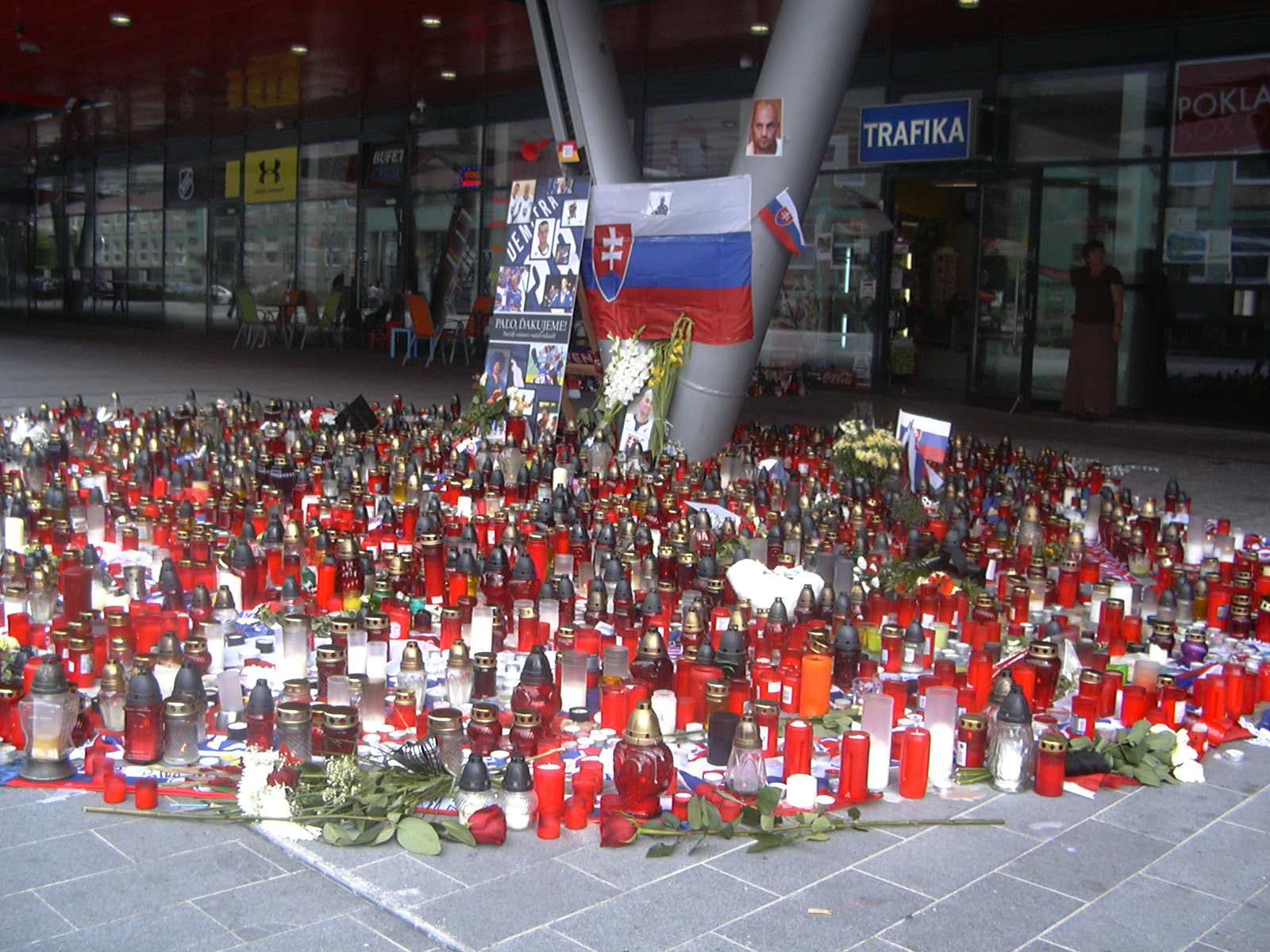
パボル・デミトラ選手に哀悼の意を表すスロバキアファン。ブラチスラヴァにある競技場入り口にて

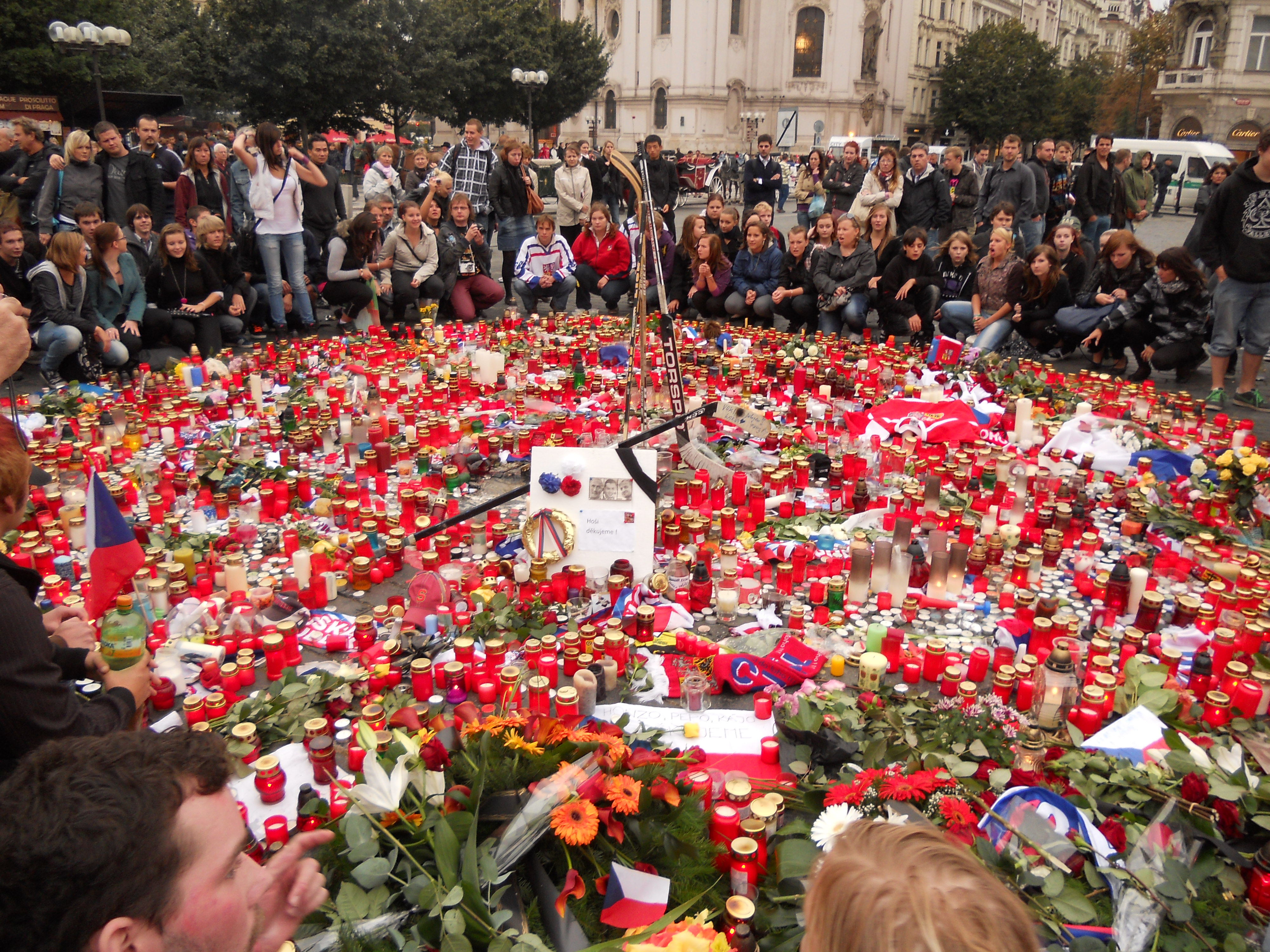
ヤン・マレク、カレル・ラチュネック・ヨーゼフ・バシチェックの死を悼むプラハに集まったチェコファン。

| 選手名                                          | 年齢 | 国籍              | ポジション     |
| ----------------------------------------------- | ---- | ----------------- | -------------- |
| ビタリ・アニケヤンコ Vitaly Anikeyenko          | 24   | ロシア ウクライナ | ディフェンス   |
| ミハイル・バランジン Mikhail Balandin           | 31   | ロシア            | ディフェンス   |
| ゲンナジー・チュリロフ Gennady Churilov         | 24   | ロシア            | センター       |
| パボル・デミトラ Pavol Demitra                  | 36   | スロバキア        | センター       |
| ロベルト・ディートリッヒ Robert Dietrich        | 25   | ドイツ            | ディフェンス   |
| アレクサンドル・ガリモフ Alexander Galimov      | 26   | ロシア            | 左ウィンガー   |
| マラト・カリムリン Marat Kalimulin              | 23   | ロシア            | ディフェンス   |
| アレクサンドル・カラーニン Alexander Kalyanin   | 23   | ロシア            | 右ウィンガー   |
| アンドレイ・キルキン Andrei Kiryukhin           | 24   | ロシア            | 右ウィンガー   |
| ニキータ・キュルキン Nikita Klyukin             | 21   | ロシア            | センター       |
| ステファン・リヴ Stefan Liv                     | 30   | スウェーデン      | ゴールテンダー |
| ヤン・マレク Jan Marek                          | 31   | チェコ            | センター       |
| セルゲイ・オスタプチュク Sergei Ostapchuk       | 21   | ベラルーシ        | 左ウィンガー   |
| カレル・ラチュネック Karel Rachůnek             | 32   | チェコ            | ディフェンス   |
| ルスラン・サレイ Ruslan Salei                   | 36   | ベラルーシ        | ディフェンス   |
| マキシム・シュヴァーロフ Maxim Shuvalov         | 18   | ロシア            | ディフェンス   |
| カールリス・スクラスティンス Kārlis Skrastiņš   | 37   | ラトビア          | ディフェンス   |
| パベル・スヌリニスン Pavel Snurnitsyn           | 19   | ロシア            | フォワード     |
| ダニイル・ソブチェンコ Daniil Sobchenko         | 20   | ロシア ウクライナ | センター       |
| イヴァン・トカチェンコ Ivan Tkachenko           | 31   | ロシア            | 左ウィンガー   |
| パベル・トラハーノフ Pavel Trakhanov            | 33   | ロシア            | ディフェンス   |
| ユーリ・ウリチェフ Yuri Urychev                 | 20   | ロシア            | ディフェンス   |
| ヨーゼフ・バシチェック Josef Vašíček            | 30   | チェコ            | センター       |
| アレクサンドル・バイショノフ Alexander Vasyunov | 23   | ロシア            | 左ウィンガー   |
| アレクサンドル・ビウキン Alexander Vyukhin      | 38   | ロシア ウクライナ | ゴールテンダー |
| アルチョム・イヤルチョク Artem Yarchuk          | 21   | ロシア            | 左ウィンガー   |

### チームスタッフ
| 選手名                                              | 年齢 | 国籍          | 役職                        |
| --------------------------------------------------- | ---- | ------------- | --------------------------- |
| ブラッド・マックリモン Brad McCrimmon               | 52   | カナダ        | ヘッドコーチ                |
| アレクサンドル・カルポーツォフ Alexander Karpovtsev | 41   | ロシア        | アシスタントコーチ          |
| イゴール・カロイエフ Igor Korolev                   | 41   | ロシア カナダ | アシスタントコーチ          |
| ユーリ・バクバロフ Yuri Bakhvalov                   |      |               | 内科医 マッサージ心理療法士 |
| アレクサンドル・ベルヤエフ Aleksandr Belyaev        |      |               | 用具係 マッサージ心理療法士 |
| ニコライ・クリボノソフ Nikolai Krivonosov           | 31   | ベラルーシ    | フィットネスコーチ          |
| エフゲニ・クーノフ Yevgeni Kunnov                   |      |               | マッサージ心理療法士        |
| ビャチェスラフ・クズネツォフ Vyacheslav Kuznetsov   |      | ロシア        | マッサージ心理療法士        |
| ウラジミル・ピスクノフ Vladimir Piskunov            | 52   | ロシア        | 管理者                      |
| エフゲニ・シドロフ Yevgeni Sidorov                  |      | ロシア        | コーチアナリスト            |
| アンドレイ・ズィミン Andrei Zimin                   |      |               | チームドクター              |

### 乗員
| 氏名                                          | 役職                           |
| --------------------------------------------- | ------------------------------ |
| アンドレイ・ソロメンチェフ Andrei Solomentsev | 機長                           |
| イゴール・ジヴェロフ Igor Zhivelov            | 副操縦士                       |
| ウラジーミル・マチューシン Vladimir Matyushin | 航空機関士                     |
| アレクサンドル・シーゾフ Alexander Sizov      | 整備士、乗客乗員で唯一の生存者 |
| ナデズダ・マクスモヴァ Nadezhda Maksumova     | 客室乗務員                     |
| セルゲイ・ズラヴレフ Sergei Zhuravlev         | 客室乗務員                     |
| エレーナ・サルマトヴァ Elena Sarmatova        | 客室乗務員                     |
| エレーナ・シャヴィーナ Elena Shavina          | 客室乗務員                     |